# Dolna Čarlija
Dolna Čarlija (makedonska: Долна Чарлија) är en ort i Nordmakedonien. Den ligger i kommunen Mogila, i den södra delen av landet, 90 kilometer söder om huvudstaden Skopje. Dolna Čarlija ligger 582 meter över havet och antalet invånare är 507.